# بحيرة زاخر
بحيرة زاخر، بحيرة تقع في مدينة العين في دولة الإمارات العربية المتحدة. ظهرت فجأة على السطح عام 2003، متوسطة الكثبان الرملية لتشكل مشهداً طبيعياً. أثبتت نتائج فحص عينات من مياه البحيرة أنها مياه جوفية.
في عام 2018؛ أعلنت هيئة البيئة - أبوظبي انها سجلت ضمن برنامجها لمراقبة الطيور، قرابة 130 نوعاً من الطيور المائية في بحيرة زاخر بالعين. ومن هذه الأنواع هناك نحو 80% من أنواع الطيور المهاجرة والبقية هي من الطيور المقيمة.